# Elecciones presidenciales de Benín de 2011
Las elecciones presidenciales se llevaron a cabo en Benín el 13 de marzo de 2011, después de haber sido aplazadas el 27 de febrero y el 6 de marzo. El presidente incumbente, Yayi Boni, buscó su reelección, teniendo como principales contrincantes a Adrien Houngbédji, del Partido Renovación Democrática, y a Abdoulaye Bio-Tchané, presidente del Banco de Desarrollo del África Occidental. Boni obtuvo el 53% de los votos, convirtiéndose en el primer Presidente de Benín en obtener mayoría absoluta en primera vuelta, y el primero en ganar la presidencia sin necesidad de balotaje (antes de 1990 no existía la segunda vuelta en Benín). De haber sido necesario, la segunda vuelta se hubiera realizado el 27 de marzo.

## Resultados
| Candidato                          | Partido                                | Votos     | %     |
| ---------------------------------- | -------------------------------------- | --------- | ----- |
| Yayi Boni                          | Fuerzas Cauris para un Benín Emergente | 1,579,550 | 53.14 |
| Adrien Houngbédji                  | Partido Renovación Democrática         | 1,059,396 | 35.64 |
| Abdoulaye Bio-Tchané               | Independiente                          | 182,484   | 6.14  |
| Salifou Issa                       | Unión para el Alivio                   | 37,219    | 1.25  |
| Christian Enock Lagnidé            | Independiente                          | 19,221    | 0.65  |
| François Janvier Yahouédéhou       | Partido de la Renovación Patriótica    | 16,591    | 0.56  |
| Jean-Yves Sinzogan                 | Independiente                          | 13,561    | 0.46  |
| Marie-Elise Gbèdo                  | Independiente                          | 12,017    | 0.40  |
| Victor Prudent Topanou             | Partido de la Unión Republicana        | 11,516    | 0.39  |
| Késsilé Tchala Saré                | Independiente                          | 9,469     | 0.32  |
| Cyr Kouagou M'po                   | Independiente                          | 9,285     | 0.31  |
| Antoine Dayori                     | Fuerza de Esperanza                    | 8,426     | 0.28  |
| Salomon Joseph Ahissou Biokou      | Independiente                          | 7,893     | 0.27  |
| Joachim Dahissiho                  | Independiente                          | 5,817     | 0.20  |
| Votos en blanco/anulados           | Votos en blanco/anulados               | 139,388   | –     |
| Total                              | Total                                  | 3,111,833 | 100   |
| Votantes registrados/participación | Votantes registrados/participación     | 3,668,558 | 84.8  |
| Fuente: African Elections Database |                                        |           |       |